# Ludmila Benigna Kavková z Říčan
Lidmila Kateřina Benigna Kavková z Říčan (německy Ludmilla Katherina Benigna Kawka, † 1672) byla česká šlechtična z rodu Kavků z Říčan, provdaná ze Šternberka.

## Život
Narodila se jako dcera Jana mladšího Kavky z Říčan a jeho manželky Benigny Popelovna z Lobkovic, dcery Ladislava II. Popela z Lobkovic a Johany Berkové z Dubé a Lipé.
Lidmila Benigna byla provdaná za Františka Karla Matyáše ze Šternberka (26. září 1612 – 9. srpna 1648, Praha), který zemřel v Praze zasažen kulkou během švédské okupace Malé Strany. O výchovu svých nezletilých dětí po jeho smrti se starala ovdovělá Lidmila Benigna, jež svěřila vzdělání synů jezuitům. V souvislosti se zabitím otce byl jeho nezletilým synům v roce 1661 udělen titul říšských hrabat, jako ocenění zásluh předků, především jejich otce Františka Karla, který byl zastřelen v Praze při vpádu Švédů..
Jako dědický podíl převzala panství Petrovice u Rakovníka s hradem Krakovcem, které prodala v roce 1651 Kocům z Dobrše za 38 000 zlatých.
V roce 1659 nechala na památku svého manžela na vrchu Stráž severně od centra města Horažďovice vybudovat poutní místo s Loretou, Kalvárií a Božím hrobem. Na zakoupeném pozemku nechala postavit jednu z nejstarších českých Loret v Čechách. Kaple byla obklopena ambity a centrální rohovou niku zdobila barokní plastika Černé Panny Marie. Duchovní správu zde zajišťoval kněz z Malého Boru, který měl povinnost vykonávat bohoslužby každou sobotu a ve všechny mariánské svátky. Roku 1691 žádali Šternberkové postoupení příslušného pozemku od města pro stavbu Božího hrobu a Kalvárie, ale záměr vybudovat zde poutní místo se nikdy neuskutečnil. Santa Casa byla uzavřena roku 1787 a poté byla přestavěna na obytný dům.

### Osobnost
Lidmila Benigna je popisována jako pozoruhodná a velmi vzdělaná žena své doby, horlivá stoupenkyně věd, která si dopisovala s učenci své doby, které často předčila čistotou a elegantním stylem své latiny. Jako česká vlastenka vložila značný kapitál u Českého bratrstva Panny Marie při novoměstské jezuitské koleji a použila ho na podporu upadající české národní literatury. Z tohoto základu vznikl Svatováclavský spolek, později hojně zmiňovaný v českých literárních dějinách.

### Manželství a potomstvo
Z jejího manželství s Františkem Karlem ze Šternberka se narodilo celkem sedm dětí, jen některé z nich se však dožily dospělosti:
- Jan Adam (1638–1653)
- František Ignác (zemřel v dětském věku)
- Václav Vojtěch (1641–1708), nejvyšší hofmistr Českého království 1701–1708, rytíř Řádu zlatého rouna
- Marie Maxmiliána (1641–1664), provdaná za Karla Maxmiliána Lažanského z Bukové
- Ignác Karel (1644–1700), prezident apelačního soudu 1696–1700
- Jan Norbert (1646–1678), císařský komorník, majitel Bechyně, dědic Jičína